# Европейская федерация глухих
Созданная в 1985 году Европейская федерация глухих (англ. The European Union of the Deaf) — европейская некоммерческая организация; единственная среди себе подобных представляет интересы глухих на европейском уровне. Включает в себя национальные организации глухих Европы.
EUD сама является членом Всемирной федерации глухих и Европейского форума инвалидов. Президентом EUD является финн Маркку Йокинен. Штаб-квартира EUD находится в Брюсселе, Бельгия.
В июле 2017 года в составе EUD было 31 постоянных представителя и 3 приглашенных наблюдателя.

## История
«Британская ассоциация глухих» пригласила на встречу представителей национальных организаций глухих Европейского экономического сообщества в 1985 году. 
6 и 7 марта 1985 года представители девяти национальных организаций глухих встретились в Лондоне. 
6 марта 1985 года они решили создать «Региональный секретариат Европейского сообщества», который 10 октября 1994 года был переименован в «Европейский союз глухих».

## Список глав
Ниже перечислены президенты федерации с момента её основания:
- 1985—1989 — Джок Янг (англ. Jock Young)
- 1989—1989 — Джефф Лабес (фр. Jeff Labes)
- 1990—2005 — Кнуд Сённергор (дат. Knud Søndergaard)
- 2005—2007 — Хельга Стивенс (нидерл. Helga Stevens)
- 2007—2013 — Берглинд Стеваунсдоуттир (исл. Berglind Stefánsdóttir)
- 2013—н. в. — Маркку Йокинен (фин. Markku Jokinen)